# الكربة (السبرة)

تعديل مصدري - تعديل

الكربة محلة تابعة لقرية القبة، التابعة لعزلة بلادالشعيبي العليا بمديرية السبرة إحدى مديريات محافظة إب في الجمهورية اليمنية.، بلغ تعداد سكانها 102 حسب تعداد اليمن لعام 2004.